# Oxyrrhynchium remotifolium
Oxyrrhynchium remotifolium là một loài Rêu trong họ Brachytheciaceae. Loài này được (Grev.) Broth. mô tả khoa học đầu tiên năm 1909.